# عبد الله الطليحي
عبد الله الطليحي (22 نوفمبر 1982 -)، مذيع وممثل كويتي.

## عن حياته
ولد ونشأ في منطقة الفردوس في محافظة الفروانية لأم عراقية، بدأ حياته الفنية من خلال المشاركة في دور بسيط في مسلسل الصراع في عام 2010، وهو لاعب لرياضة الكيك بوكسينغ. في عام 2011 قام بتقديم برنامج المسابقات «للزمن ثمن» على قناة إم بي سي 1 وحقق البرنامج نسبة مشاهدة عالية في العالم العربي. وفي نهاية عام 2011 قدم البرنامج الغنائي أراب آيدل وشاركته التقديم المذيعة أنابيلا هلال على ذات القناة واستمر بالعمل كممثل ومذيع.

### حياته الأسرية
تزوج في 20 يناير 2016 من كريمة السيد «محمد الباطني» وهي ابنة أخ مدربه في رياضة الملاكمة الكابتن صلاح الباطني ورزق بإبنته الأولى «إلهام» في أكتوبر 2016، وفي أغسطس 2019 رزق بإبنه «شاهين»، وفي يوليو 2022 رزق بأبنته «مريم».

## أعماله

### في التلفزيون
| سنة الإنتاج | اسم المسلسل              | الشخصية    |
| ----------- | ------------------------ | ---------- |
| 2010        | الصراع                   |            |
| 2011        | للحب زمن آخر             |            |
| 2011        | بنات سكر نبات            |            |
| 2012        | بين الماضي والحب         | راشد       |
| 2012        | هذه ليلتي - حلقات منفصلة | عدة شخصيات |
| 2013        | الناس أجناس 2            | عدة شخصيات |
| 2014        | كسر الخواطر              | جابر       |
| 2014        | بسمة منال                | يعقوب      |
| 2014        | غريب بين أهله            |            |
| 2014        | منطقة محرمة              |            |
| 2015        | حال مناير                | فهد        |
| 2015        | ذاكرة من ورق             | جاسم       |
| 2016        | بين قلبين                | مرزوق      |
| 2018        | كلام أصفر                | نبيل       |
| 2018        | عطر الروح                | ماجد       |
| 2018        | مع حصة قلم               | علي        |
| 2018        | كبروها                   | داكولا     |
| 2018        | آخر شتا                  |            |
| 2019        | عذراء                    | أحمد       |
| 2019        | أجندة                    | غازي       |
| 2020        | والدي العزيز             | سعد        |
| 2020        | وكأن شيئا لم يكن         | جاسم       |
| 2020        | الكون في كفة             | حسين       |
| 2021        | أمينة حاف                | بدر        |
| 2021        | بيت الذل                 | عادل       |
| 2022        | جوهرة                    | وليد       |
| 2022        | كيد الحريم               | إبراهيم    |
| 2023        | النون وما يعلمون         | بشار       |
| 2024        | الفرج بعد الشدة          |            |

### في المسرح
| سنة الإنتاج | المسرحية       | الشخصية |
| ----------- | -------------- | ------- |
| 2012        | الحبوبة        |         |
| 2012        | العشة          |         |
| 2013        | البنات والطنطل |         |

### في السينما
| سنة الإنتاج | الفيلم         | الشخصية |
| ----------- | -------------- | ------- |
| 2017        | الجولة الأخيرة |         |

### تقديم البرامج
| سنة الإنتاج                       | البرنامج                        | شاركه التقديم                  | عرض على        |
| --------------------------------- | ------------------------------- | ------------------------------ | -------------- |
| 2011                              | للزمن ثمن                       |                                | إم بي سي 1     |
| 2011 - 2012                       | أراب آيدول - الموسم الأول       | أنابيلا هلال                   | إم بي سي 1     |
| 2014                              | الحائط                          | نورة عبد الله                  | تلفزيون الكويت |
| 2015                              | ليالي الكويت                    | غادة رزوقي، عبدالله يحيى       | تلفزيون الكويت |
| رمضان 2016                        | 4Zzz الجزء الثاني في رمضان 2017 | 1، أماني الكندري 2، هيا الحوطي | تلفزيون الكويت |
| 2018 - 2022                       | ع السيف                         | نورة عبد الله                  | أي تي في       |
| رمضان في الأعوام 2022، 2023، 2024 | عطني اللينك                     | حصة اللوغاني                   | أي تي في       |

## الجوائز
- 2016:  الأردن - أفضل شخصية إعلامية شابة «مهرجان طير الهيثم للإعلام» بدورته الأولى.[15]
- 2017:  الكويت - تكريم في «مهرجان الفنون القتالية للقوات الخاصة».

## روابط خارجية
- عبد الله الطليحي على موقع قاعدة بيانات الأفلام العربية